# Holocausto en Polonia
El Holocausto en Polonia formó parte del Holocausto organizado por la Alemania nazi en toda Europa y tuvo lugar en la Polonia ocupada por los alemanes. Durante el genocidio, tres millones de  judíos polacos fueron asesinados, la mitad de todos los judíos asesinados durante el Holocausto.
El Holocausto en Polonia estuvo marcado por la construcción de campos de exterminio por parte de la Alemania nazi, el uso alemán de  furgones de gas y los fusilamientos masivos por parte de las tropas alemanas y sus colaboradores con la Alemania nazi como de auxiliares ucranianos y lituanos. Los campos de exterminio desempeñaron un papel central en el exterminio tanto de los judíos polacos, como de los judíos que Alemania transportó a la muerte desde el oeste y el sur de Europa.
Todas las ramas de la sofisticada burocracia alemana participaron en el proceso de exterminio, desde los ministerios del Interior y de Finanzas hasta empresas alemanas y ferrocarriles estatales. Aproximadamente el 98% de la población judía de la Polonia ocupada por los nazis durante el Holocausto fue asesinada. Alrededor de 350 000 judíos polacos sobrevivieron a la guerra; la mayoría de los supervivientes nunca vivieron en la Polonia ocupada por los nazis, sino en la zona de Polonia ocupada por los soviéticos durante 1939 y 1940, y huyeron o fueron evacuados por los soviéticos más al este para evitar el avance alemán en 1941.
De más de 3 000 000 de judíos polacos deportados a  campos de concentración nazis, sólo sobrevivieron unos 50 000.

## Antecedentes
Tras la invasión de Polonia de 1939, de acuerdo con el protocolo secreto del Pacto Molotov-Ribbentrop la Alemania nazi y la Unión Soviética dividieron Polonia en zonas de ocupación. Grandes zonas del oeste de Polonia fueron anexionadas por Alemania. Alrededor del 52% del territorio polaco, principalmente las tierras fronterizas de Kresy -habitadas por entre 13,2 y 13,7 millones de personas, incluyendo 1 300 000 judíos- fue anexionado por la Unión Soviética. Se calcula que entre 157 000 y 375 000 judíos polacos huyeron a la Unión Soviética o fueron deportados al este por las autoridades soviéticas. En cuestión de meses, los judíos polacos de la zona soviética que se negaron a jurar lealtad fueron deportados a las profundidades del interior soviético junto con los polacos étnicos. El número de judíos polacos deportados se estima entre 200 000 y 230 000 hombres, mujeres y niños.
}
Ambas potencias ocupantes eran hostiles a la existencia de un Estado polaco soberano. Sin embargo, la posesión soviética duró poco porque los términos del Pacto nazi-soviético, firmado anteriormente en Moscú, se rompieron cuando la Ejército alemán invadió la Zona de ocupación soviética el 22 de junio de 1941 (ver mapa). De 1941 a 1943, toda Polonia estuvo bajo el control de Alemania. El Gobierno General semicolonial, establecido en el centro y sureste de Polonia, comprendía el 39% del territorio polaco ocupado

## Política nazi de creación de guetos
Antes de la Segunda Guerra Mundial, había 3 500 000 judíos en Polonia, que vivían principalmente en las ciudades: alrededor del 10% de la población general. La base de datos del Museo POLIN de Historia de los Judíos Polacos ofrece información sobre 1926 comunidades judías de todo el país. Tras la conquista de Polonia y la asesinato de intelectuales de 1939, las primeras medidas antijudías alemanas consistieron en una política de expulsión de los judíos de los territorios anexionados por el Tercer Reich polaco. Las provincias más occidentales, de  Gran Polonia y Pomerelia, se convirtieron en nuevos Reichsgaue alemanes denominados Danzig-Prusia Occidental y Wartheland, con la intención de germanizar completamente mediante la colonización de colonos (Lebensraum). Anexionada directamente al nuevo distrito de Warthegau, la ciudad de Łódź absorbió una afluencia inicial de unos 40 000 judíos polacos forzados a abandonar las zonas circundantes. Un total de 204 000 judíos pasaron por el gueto de Łódź. Inicialmente, iban a ser expulsados al Generalgouvernement. Sin embargo, el destino final del traslado masivo de judíos quedó abierto hasta que se puso en marcha la Solución Final dos años más tarde.
La persecución de los judíos polacos por parte de las autoridades de ocupación alemanas comenzó inmediatamente después de la invasión, sobre todo en las principales zonas urbanas. Durante el primer año y medio, los nazis se limitaron a despojar a los judíos de sus objetos de valor y propiedades con fines lucrativos,  agrupándolos en guetos improvisados, y forzándolos a trabajo esclavo. Durante este periodo, los alemanes ordenaron a las comunidades judías que nombraran Consejos Judíos (Judenräte) para administrar los guetos y ser "responsables en el sentido más estricto" del cumplimiento de las órdenes. La mayoría de los guetos se establecieron en ciudades y pueblos donde la vida judía ya estaba bien organizada.[cita requerida] En una acción de deportación masiva que implicaba el uso de trenes de carga, todos los judíos polacos habían sido segregados del resto de la sociedad en barrios dilapidados (Jüdischer Wohnbezirk) adyacentes a los corredores ferroviarios existentes. La ayuda alimentaria dependía completamente de las SS y los judíos fueron aislados del público en general de una manera insostenible.

El gueto de Varsovia contenía más judíos que toda Francia; el gueto de Łódź más judíos que todos los Países Bajos. En el ciudad de Cracovia vivían más judíos que en toda Italia, y prácticamente cualquier ciudad de tamaño medio de Polonia tenía más población judía que toda Escandinavia. Todo el sudeste de Europa -Hungría, Rumanía, Bulgaria, Yugoslavia y Grecia- tenía menos judíos que los cuatro distritos originales del Gobierno General.

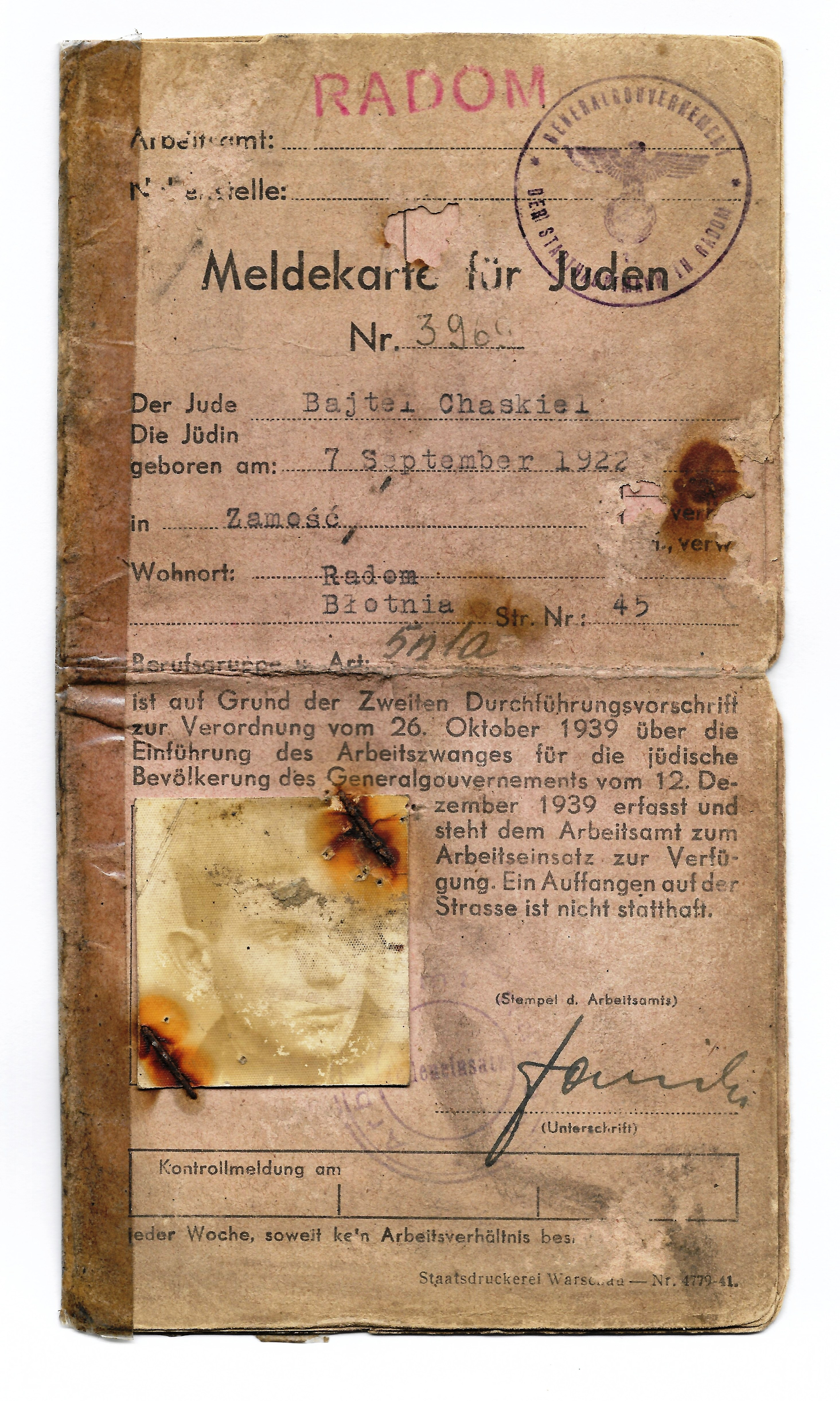
Tarjeta de trabajo forzado expedida a un joven judío en la Polonia ocupada.

La difícil situación de los judíos en la Polonia devastada por la guerra podría dividirse en etapas definidas por los existencia de los guetos. Antes de la formación de los guetos, la huida de la persecución no implicaba el castigo extrajudicial con la muerte. Una vez que los guetos quedaron aislados del exterior, la muerte por inanición y las enfermedades se generalizaron, aliviadas únicamente por el contrabando de alimentos y medicinas por parte de voluntarios gentiles polacos, en lo que fue descrito por Emanuel Ringelblum como "una de las mejores páginas de la historia entre los dos pueblos". En Varsovia, hasta el 80 por ciento de los alimentos que se consumían en el gueto eran introducidos ilegalmente. Las cartillas de recionamiento introducidos por los alemanes, proporcionaban sólo el 9 por ciento de las calorías necesarias para sobrevivir. En los dos años y medio que transcurrieron entre noviembre de 1940 y mayo de 1943, alrededor de 100 000 judíos fueron asesinados en el gueto de Varsovia por inanición forzada y enfermedad; y unos 40 000 en el gueto de Łódź en los cuatro años y cuarto que transcurrieron entre mayo de 1940 y agosto de 1944.  A finales de 1941, a la mayoría de los judíos del gueto no les quedaban ahorros para pagar a las SS más entregas de alimentos a granel. Los "produccionistas" de las autoridades alemanas – , que intentaron que los guetos fueran autosuficientes convirtiéndolos en empresas – , se impusieron a los "atrincherados" sólo después de la Invasión alemana de la Unión Soviética. De este modo, los guetos más destacados se estabilizaron temporalmente gracias a la producción de bienes necesarios en el frente, a medida que las tasas de mortalidad entre la población judía allí comenzaron a disminuir.

## Holocausto a balazos

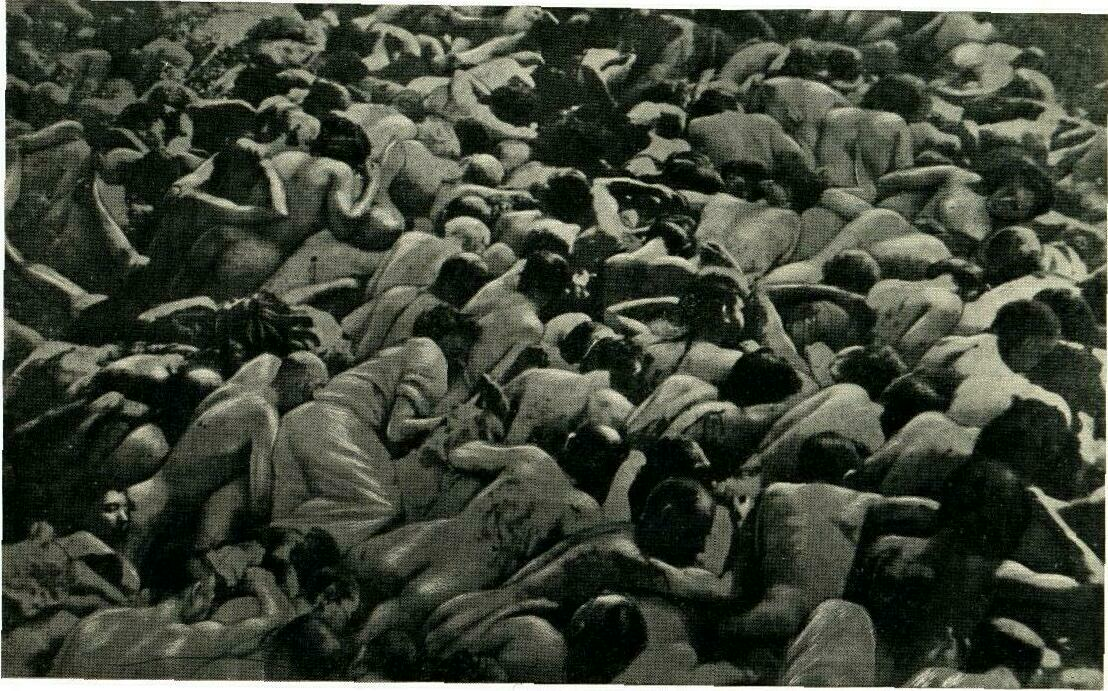
Judíos de la Provincia de Tarnopol fusilados boca abajo en una fosa abierta cerca de Zolochiv (Leópolis).

Desde los primeros días de la guerra, la violencia contra los civiles acompañó la llegada de las tropas alemanas. En la masacre de Częstochowa de septiembre de 1939, 150 polacos judíos se encontraban entre los cerca de 1.140 civiles polacos fusilados por las tropas alemanas de la Wehrmacht. En noviembre de 1939, a las afueras de Ostrów Mazowiecka, unos 500 hombres, mujeres y niños judíos fueron fusilados en fosas comunes. En diciembre de 1939, alrededor de 100 judíos fueron fusilados por soldados de la Wehrmacht y gendarmes en Kolo.
Tras el ataque alemán a la URSS en junio de 1941, Himmler reunió una fuerza de unos 11 000 hombres para llevar a cabo un programa de aniquilación física de los judíos. También durante la Operación Barbarroja, las SS habían reclutado  policía auxiliar colaboracionista entre los prisioneros de guerra soviéticos y la policía local, que incluía a rusos, ucranianos, letones, lituanos y volksdeutsche.
La Schutzmannschaft local proporcionó a Alemania mano de obra y conocimientos fundamentales de las regiones e idiomas locales. En lo que se conoció como el "Holocausto a balazos", los Batallones de policía alemanes (Orpo),  SiPo, Waffen-SS, y los Einsatzgruppen de tareas especiales, junto con los  Batallones auxiliares de policía lituanos y ucranianos auxiliares, operaron detrás de las líneas del frente, fusilando sistemáticamente a decenas de miles de hombres, mujeres y niños. La Wehrmacht participó en muchos aspectos del Holocausto a balazos.
Se cometieron masacres en más de 30 lugares a lo largo de las partes de Polonia anteriormente ocupadas por los soviéticos, incluyendo en Brześć, Tarnopol, y Białystok, así como en las capitales provinciales de preguerra de Łuck, Lwów, Stanisławów, y Wilno (véase Masacre de Ponary). Los supervivientes de las operaciones de exterminio masivo fueron encarcelados en los nuevos guetos de explotación económica, y murieron lentamente de hambre por hambruna artificial a capricho de las autoridades alemanas. Por cuestiones sanitarias, los cadáveres de las personas que habían muerto como consecuencia de la inanición y los malos tratos fueron enterrados en fosas comunes por decenas de miles. Los furgones de gas empezaron a estar disponibles en noviembre de 1941; en junio de 1942 el Consejo Nacional Polaco de Samuel Zygelbaum informó de que éstos habían asesinado a 35 000 judíos sólo en Lodz. También informó de que los agentes de la Gestapo sacaban habitualmente a los judíos de sus casas y los fusilaban en la calle a plena luz del día. Para diciembre de 1941, cerca de un millón de judíos habían sido asesinados por los Einsatzgruppen nazis en la Unión Soviética. La política de "guerra de destrucción" en el este contra "la raza judía" llegó a ser de dominio público entre los alemanes a todos los niveles. El número total de víctimas de fusilamientos en el este que eran judíos ronda entre 1,3 y 1,5 millones. Regiones enteras detrás del frontera germano-soviética fueron informados a Berlín por los escuadrones de la muerte nazis como Judenfrei'.

## Solución final y liquidación de los guetos

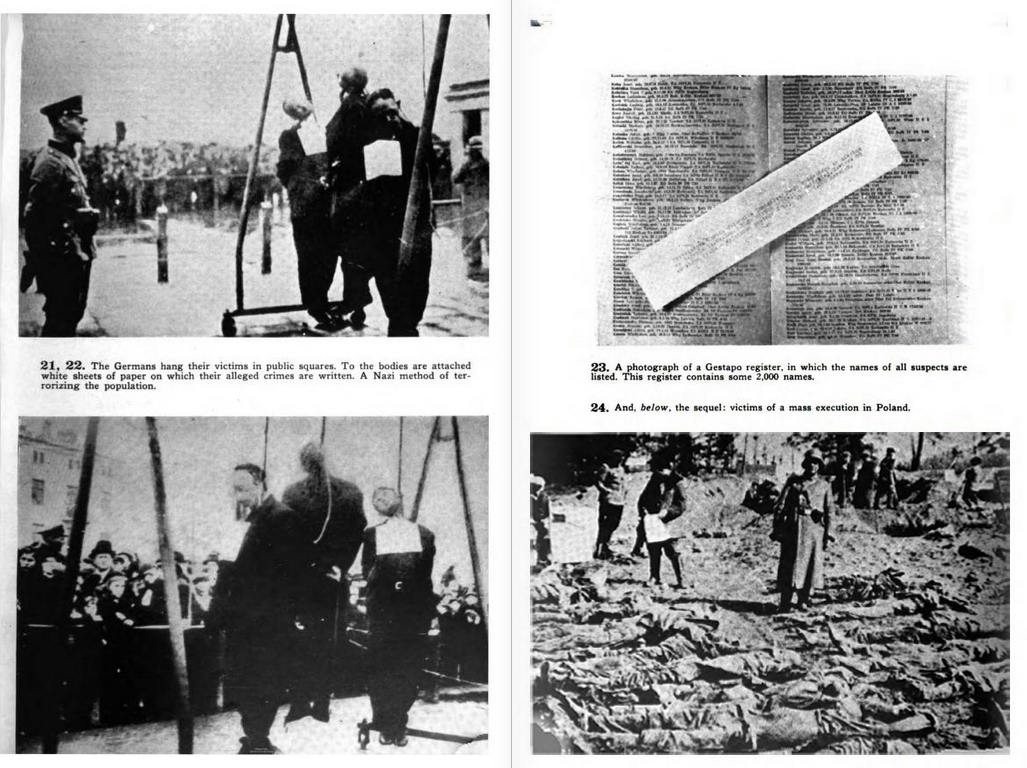
Fotos de El Libro Negro de Polonia, publicado en Londres en 1942 por el gobierno polaco en el exilio

El 20 de enero de 1942, durante la conferencia de Wannsee cerca de Berlín, el Secretario de Estado del Gobierno General, Josef Bühler, instó a Reinhard Heydrich a comenzar la propuesta de "solución final a la cuestión judía" lo antes posible. La matanza industrial por gases de escape había sido probada durante varias semanas en el campo de exterminio de Chełmno en el entonces-Wartheland, bajo la excusa del reasentamiento. A todos los prisioneros condenados del gueto se les decía que iban a campos de trabajo y se les pedía que llevaran equipaje de mano. Muchos judíos creyeron en la treta del traslado, ya que las deportaciones también formaban parte del proceso de guetización. Mientras tanto, la idea del asesinato masivo mediante cámaras de gas estacionarias se desarrolló en septiembre de 1941 o antes. Era una condición previa para la recién redactada Operation Reinhard dirigida por Odilo Globocnik, que ordenó la construcción de campos de exterminio en Belzec, Sobibór y Treblinka. En Majdanek y Auschwitz, el trabajo de las cámaras de gas estacionarias comenzó en marzo y mayo respectivamente, precedido por experimentos con Zyklon B. Entre 1942 y 1944, la medida más extrema del Holocausto, el exterminio de millones de judíos de Polonia y de toda Europa, se llevó a cabo en seis campos de exterminio. No había guardias polacos en ninguno de los campos de la Reinhard, a pesar de la denominación errónea que a veces se da a la controversia llamándolos campos de exterminio polacos. Todos los centros de exterminio fueron diseñados y operados por los nazis en estricto secreto, con la ayuda de los hombres de Trawniki ucranianos. Los civiles tenían prohibido acercarse a ellos y a menudo eran fusilados si eran sorprendidos cerca de las vías del tren.

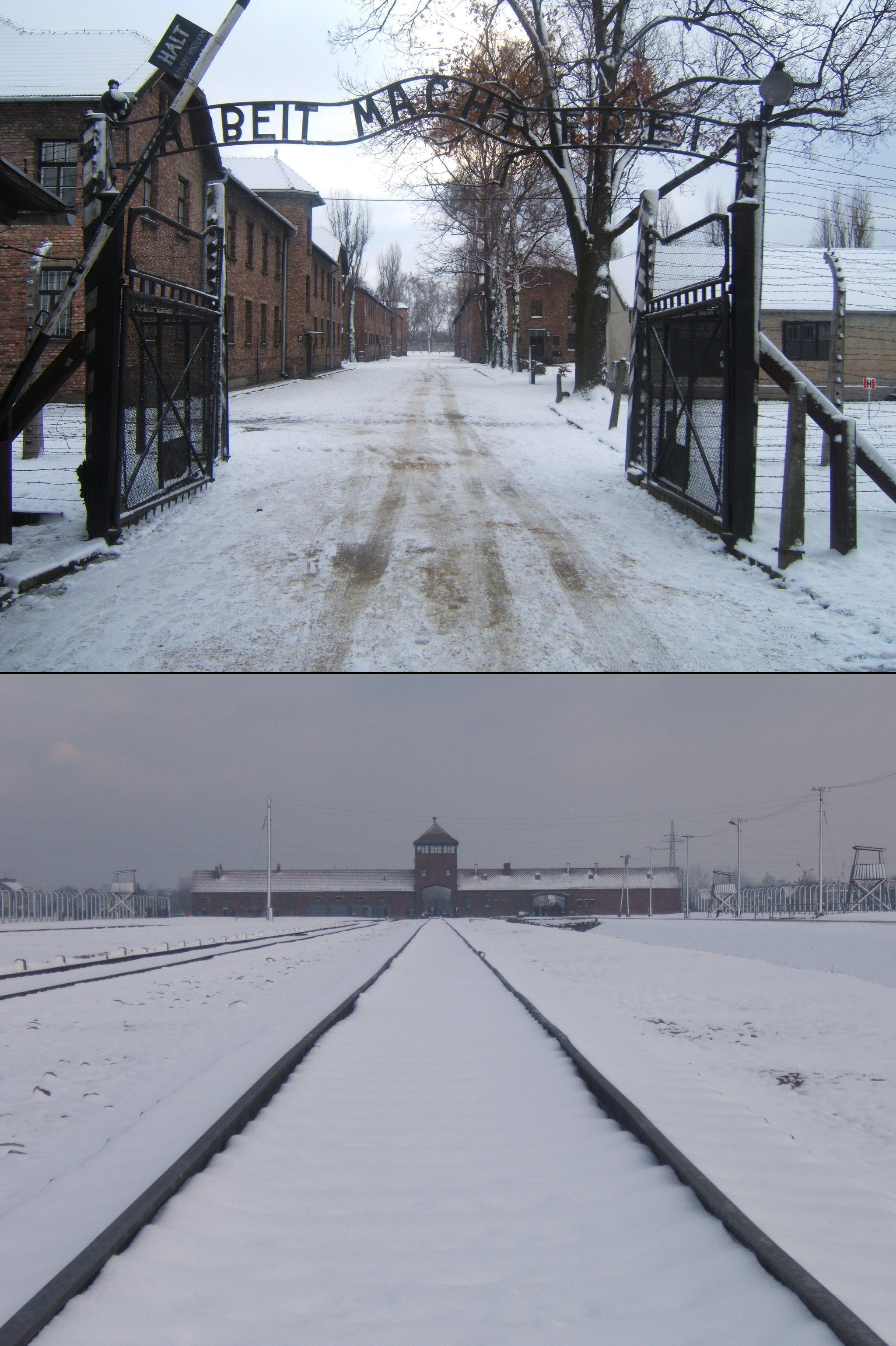
Arriba: entrada al campo I de Auschwitz, con el cartel de la puerta, Arbeit macht frei. Abajo: la verdadera fábrica de la muerte en el cercano Auschwitz II-Birkenau

La liquidación sistemática de los guetos comenzó a través del Gobierno General a principios de la primavera de 1942. En ese momento, la única posibilidad de sobrevivir era escapar al "lado ario". Las redadas alemanas para el llamado tren de reasentamiento estaban conectadas directamente con el uso de instalaciones de exterminio de alto secreto construidas para la SS más o menos al mismo tiempo por varias empresas de ingeniería alemanas, incluida HAHB, I.A. Topf e Hijos de Erfurt, y C.H. Kori GmbH.
A diferencia de otros campos de concentración nazis, donde prisioneros de toda Europa eran explotados para el esfuerzo bélico, los campos de exterminios alemanes – parte de la secreta Operación Reinhardt – fueron diseñados exclusivamente para el asesinato rápido y a escala industrial de judíos polacos y extranjeros, subsistiendo en aislamiento. Los supervisores alemanes del campo informaban a Heinrich Himmler en Berlín, que mantenía el control del programa de exterminio, pero que delegaba el trabajo en Polonia en el jefe de las SS y de la policía Odilo Globocnik de la  Reserva de Lublin. La selección de lugares, la construcción de instalaciones y la formación del personal se basó en un programa similar (Acción T4) de "higiene racial" de asesinatos en masa mediante eutanasia involuntaria, desarrollado en Alemania.

### Deportación
Los trenes del Holocausto aumentaron la escala y la duración del proceso de exterminio; y, la naturaleza cerrada de los vagones de carga redujo el número de tropas necesarias para vigilarlos. Los envíos por ferrocarril permitieron a los alemanes nazis construir y operar campos de exterminio más grandes y eficientes y, al mismo tiempo, mentir abiertamente al mundo – y a sus víctimas –  sobre un programa de "reasentamiento". Un número indeterminado de deportados murieron en tránsito durante la Operación Reinhard por asfixia y sed. No se les suministró comida ni agua. Los vagones Güterwagen sólo estaban equipados con una letrina de cubo. Una pequeña ventana con barrotes proporcionaba poca ventilación, lo que a menudo provocaba múltiples muertes.[cita requerida] Un superviviente del Levantamiento de Treblinka testificó sobre uno de estos trenes, procedente de Biała Podlaska. Cuando las puertas selladas se abrieron, se descubrió que el 90 por ciento de unos 6000 prisioneros judíos habían muerto asfixiados. Sus cuerpos fueron arrojados a una fosa común humeante en el "Lazaret". Millones de personas fueron transportadas en conjuntos de trenes similares a los campos de exterminio bajo la dirección del Ministerio de Transporte alemán, y rastreadas por una filial de IBM, hasta la fecha oficial de cierre del complejo de Auschwitz-Birkenau en diciembre de 1944.

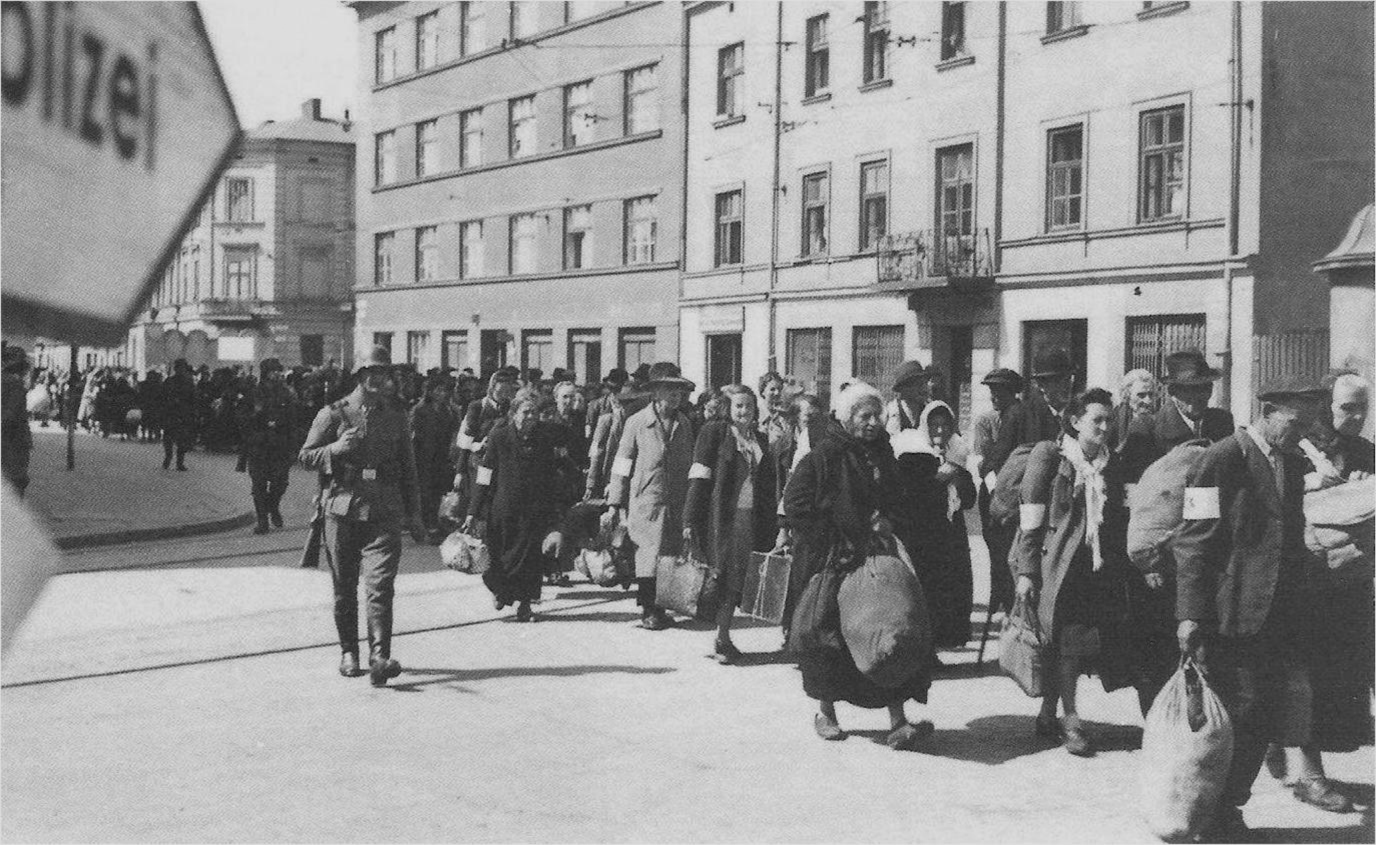
Liquidación del Gueto de Cracovia, marzo de 1943. Familias caminan hacia la estación de tren Prokocim para su "reasentamiento". Destino: Auschwitz.

Las fábricas de la muerte eran sólo un medio de exterminio masivo. Había lugares de exterminio aislados establecidos más al este. En Bronna Góra (el monte Bronna, actual Bielorrusia) fueron asesinados 50 000 judíos en fosas de ejecución; entregados por los trenes del Holocausto procedentes de los guetos en Brest, Biaroza, Janów Poleski, Kobryń, Horodec (pl), Antópal y otras localidades a lo largo de la frontera occidental de Reichskommissariat Ostland. Se utilizaron explosivos para reducir el tiempo de excavación. En el bosque de Sosenki, a las afueras de Równe en el Voivodato de Wołyń de preguerra, fueron fusilados más de 23 000 adultos y niños judíos. En el bosque de Górka Połonka (ver mapa) fueron fusilados en oleadas 25 000 judíos obligados a desvestirse y a yacer sobre los cadáveres de otros; la mayoría de ellos fueron deportados allí a través del gueto de Łuck. El lugar de ejecución de los reclusos del Gueto de Lwów se dispuso cerca del Janowska, con 35 000-40 000 víctimas judías asesinadas y enterradas en el barranco de Piaski.
Mientras la Policía del Orden realizaba liquidaciones de los Guetos judíos en la Polonia ocupada, cargando a los prisioneros en vagones y fusilando a los que no podían moverse o intentaban huir, la  policía auxiliar colaboracionista era utilizada como medio para infligir terror a los judíos llevando a cabo masacres a gran escala en los mismos lugares. Fueron desplegados en todos los principales lugares de exterminio de la Operación Reinhard (el terror era uno de los principales objetivos de su entrenamiento en las SS). Los hombres de Trawniki ucranianos formados en unidades participaron activamente en el exterminio de judíos en Belzec, Sobibór, Treblinka II; durante el Levantamiento del Gueto de Varsovia (en tres ocasiones, véase Informe Stroop), Częstochowa, Lublin, Lwów, Radom, Kraków, Białystok (dos veces), Majdanek, Auschwitz, el propio campo de concentración de Trawniki, y los restantes subcampos del complejo de campos de KL Lublin/Majdanek, incluidos Poniatowa, Budzyń, Kraśnik, Puławy, Lipowa, y también durante masacres en Łomazy, Międzyrzec, Łuków, Radzyń, Parczew, Końskowola, Komarówka y todas las demás localidades, aumentada por miembros de las SS, SD, Kripo, así como el Reserve Police Battalion 101 de Orpo (cada uno, responsable de la aniquilación de miles de judíos). En el noreste, la la "Brigada de Cazadores Furtivos" de Oskar Dirlewanger entrenó a la Guardia Nacional Bielorrusa en expediciones de asesinato con la ayuda de la Policía Auxiliar Bielorrusa. Con el fin de la Segunda Guerra Mundial en Europa, en mayo de 1945, más del 90% de los judíos polacos habían perecido.

### Campo de exterminio de Chełmno

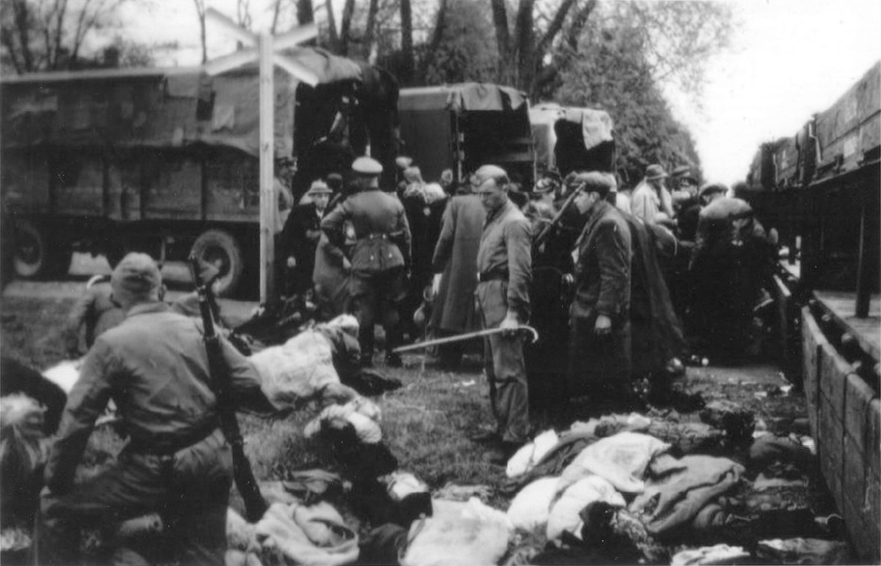
Judíos enviados al campo de exterminio de Chełmno, obligados a abandonar sus fardos por el camino. Aquí: carga de víctimas siendo enviadas desde el Gueto de Łódź, 1942.

El campo de exterminio de Chełmno (en alemán: Kulmhof) fue construido como el primer campo de exterminio tras el lanzamiento por Hitler de la Operación Barbarroja. Fue un proyecto piloto para el desarrollo de otros campos de exterminio. El método de matanza en Chełmno surgió del programa 'eutanasia' en el que autobuses llenos de pacientes hospitalizados desprevenidos fueron gaseados en duchas herméticas en el Bernburg, el Hadamar y el Sonnenstein. Los campos de exterminio de Chełmno, 50 kilómetros (31,1 mi) de Łódź, consistían en una finca señorial desocupada similar a la de Sonnenstein, utilizada para desvestir (con una rampa de carga de camiones en la parte trasera), así como un gran claro del bosque 4 kilómetros (2,5 mi) al noroeste de Chełmno, utilizado para el enterramiento masivo, así como para la cremación a cielo abierto de cadáveres introducida algún tiempo después.
Todos los judíos del distrito Judenfrei de Wartheland fueron deportados a Chełmno bajo el pretexto de "reasentamiento". Al menos 145.000 prisioneros del Gueto de Łódź fueron asesinados en Chełmno en varias oleadas de deportaciones que duraron desde 1942 hasta 1944. Entre ellos también se encontraban aproximadamente 11 000 judíos de Alemania, Austria, Chequia y Luxemburgo asesinados en abril de 1941 y cerca de 5000 gitanos de Austria, asesinados en enero de 1942. Casi todas las víctimas fueron asesinadas con el uso de furgonetas de gas móviles (Sonderwagen), que tenían tubos de escape reconfigurados. En la última fase de la existencia del campo, los cuerpos exhumados fueron incinerados al aire libre durante varias semanas durante la Sonderaktion 1005. Las cenizas, mezcladas con huesos triturados, se transportaban cada noche al cercano río Varta en sacos hechos con mantas, para eliminar las pruebas del asesinato en masa.

### Auschwitz-Birkenau

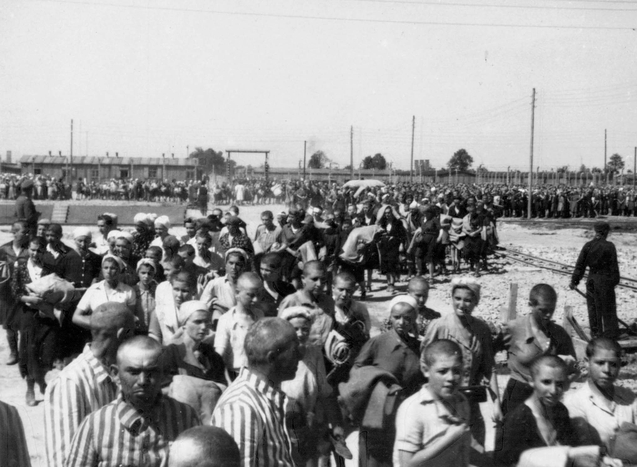
Prisioneros de Auschwitz II-Birkenau

El campo de concentración de Auschwitz fue el mayor de los centros de exterminio nazis alemanes. Situado en la Gau Alta Silesia (entonces parte de la Alemania nazi) y a 40 millas (64,4 km) oeste de Cracovia. La inmensa mayoría de los prisioneros deportados allí fueron asesinados a las pocas horas de su llegada. En el campo se instalaron las primeras cámaras de gas permanentes en marzo de 1942. El exterminio de judíos con Zyklon B como agente asesino comenzó en julio. En Birkenau, las cuatro instalaciones de exterminio (cada una de ellas formada por vestuarios, múltiples cámaras de gas y crematorios a escala industrial) se construyeron al año siguiente. A finales de 1943, Birkenau se dedicaba al asesinato a escala industrial, con cuatro de los llamados "Búnkeres" (que sumaban más de una docena de cámaras de gas) funcionando las veinticuatro horas del día. Hasta 6000 personas fueron gaseadas e incineradas allí cada día, tras el despiadado "proceso de selección" en la Judenrampe. Sólo alrededor del 10 por ciento de los deportados de los transportes organizados por la Oficina Principal de Seguridad del Reich (RSHA) fueron registrados y asignados a los barracones de Birkenau.
Alrededor de 1,1 millones de personas fueron asesinadas en Auschwitz. Un millón de ellos eran judíos de toda Europa, incluidos 200 000 niños. Entre las 400 000 víctimas registradas (menos de un tercio del total de llegadas a Auschwitz) había entre 140 000 y 150 000 polacos no judíos, 23 000 gitanos, 15 000 prisioneros de guerra soviéticos y otras 25 000 personas. Auschwitz recibió un total de unos 300 000 judíos procedentes de la Polonia ocupada, embarcaron trenes de carga a bordo desde los guetos y campos de tránsito liquidados, comenzando por Bytom (15 de febrero de 1942), Olkusz (tres días de junio), Otwock (en agosto), Łomża y Ciechanów (noviembre), luego Kraków (13 de marzo de 1943), Las cámaras de gas y los crematorios de Auschwitz-Birkenau fueron volados el 25 de noviembre de 1944, en un intento de destruir las pruebas del asesinato en masa, por orden del jefe de las SS Heinrich Himmler.

### Treblinka

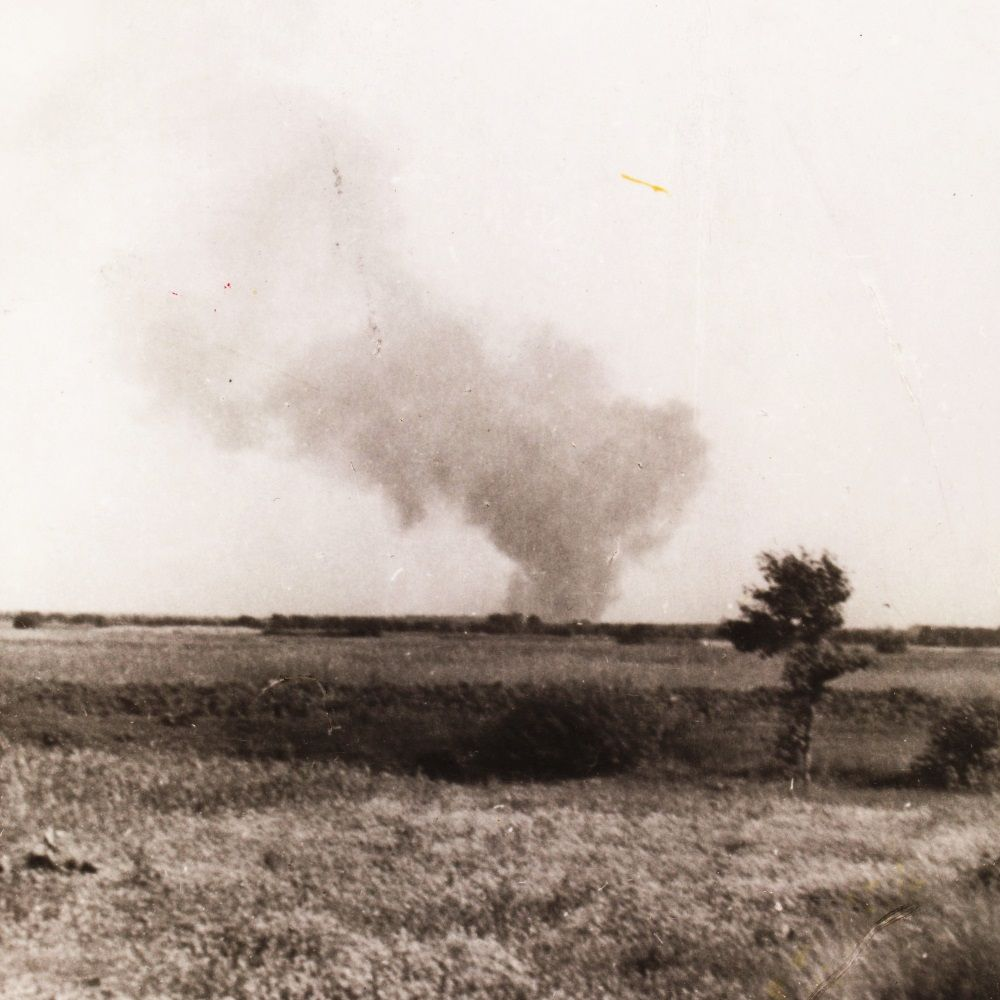
Treblinka II ardiendo durante el levantamiento de prisioneros, 2 de agosto de 1943: barracones y depósito de gasolina incendiados. Foto clandestina de Franciszek Ząbecki

Diseñado y construido con el único propósito de exterminar a sus internos, Treblinka fue una de las tres únicas instalaciones de este tipo que existieron; las otras dos fueron Bełżec y Sobibór. Todos ellos estaban situados en zonas boscosas alejadas de los núcleos de población y unidos al sistema ferroviario polaco por un ramal. Contaban con personal transferible de las SS. Los pasaportes y el dinero se recogían para su "custodia" en una caseta de cobro instalada junto al "Camino al Cielo", un sendero vallado que conducía a las cámaras de gas disfrazadas de duchas comunales. Justo detrás estaban los pozos de enterramiento, excavados con una excavadora sobre orugas.

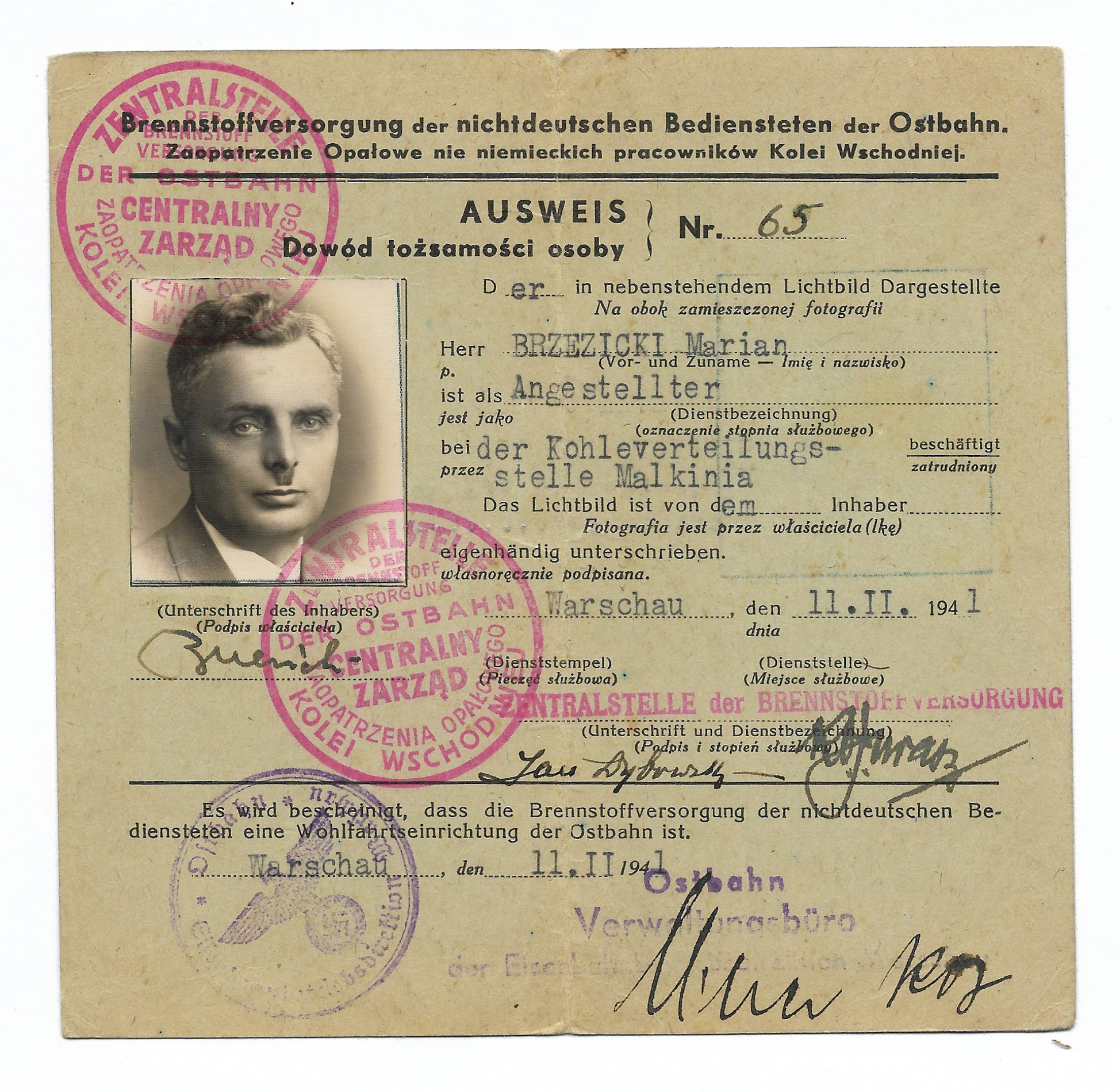
Documento de identidad alemán expedido a un trabajador que fue destinado a la estación de tren de Malkinia, cerca de Treblinka

Situado 50 millas (80,5 km) al noreste de Varsovia, Treblinka entró en funcionamiento el 24 de julio de 1942, después de tres meses de construcción de trabajos forzados por parte de los expulsados de Alemania. El envío de judíos desde la capital polaca - plan conocido como la Großaktion Warschau] - comenzó de inmediato.
 Durante dos meses del verano de 1942, unos 254 000 prisioneros del Gueto de Varsovia fueron exterminados en Treblinka (según otras versiones, al menos 300 000). A su llegada, los transportados eran obligados a desvestirse, luego los hombres – seguidos por las mujeres y los niños – eran forzados a entrar en cámaras de doble pared y asesinados en tandas de 200, con el uso de gases de escape generados por un motor de tanque. Las cámaras de gas, reconstruidas de ladrillo y ampliadas durante agosto-septiembre de 1942, eran capaces de asesinar entre 12 000 y 15 000 víctimas cada día, con una capacidad máxima de 22 000 ejecuciones en veinticuatro horas. Los muertos fueron enterrados inicialmente en grandes fosas comunes, pero el hedor de los cuerpos en descomposición se podía oler hasta diez kilómetros de distancia. Como resultado, los nazis comenzaron a quemar los cuerpos en parrillas al aire libre hechas de pilares de hormigón y vías de ferrocarril. El número de personas asesinadas en Treblinka en aproximadamente un año oscila entre 800 000 y 1 200 000, sin que se disponga de cifras exactas. El campo fue cerrado por Globocnik el 19 de octubre de 1943, poco después del Levantamiento de prisioneros de Treblinka, con la asesina Operación Reinhard casi completada.

### Bełżec

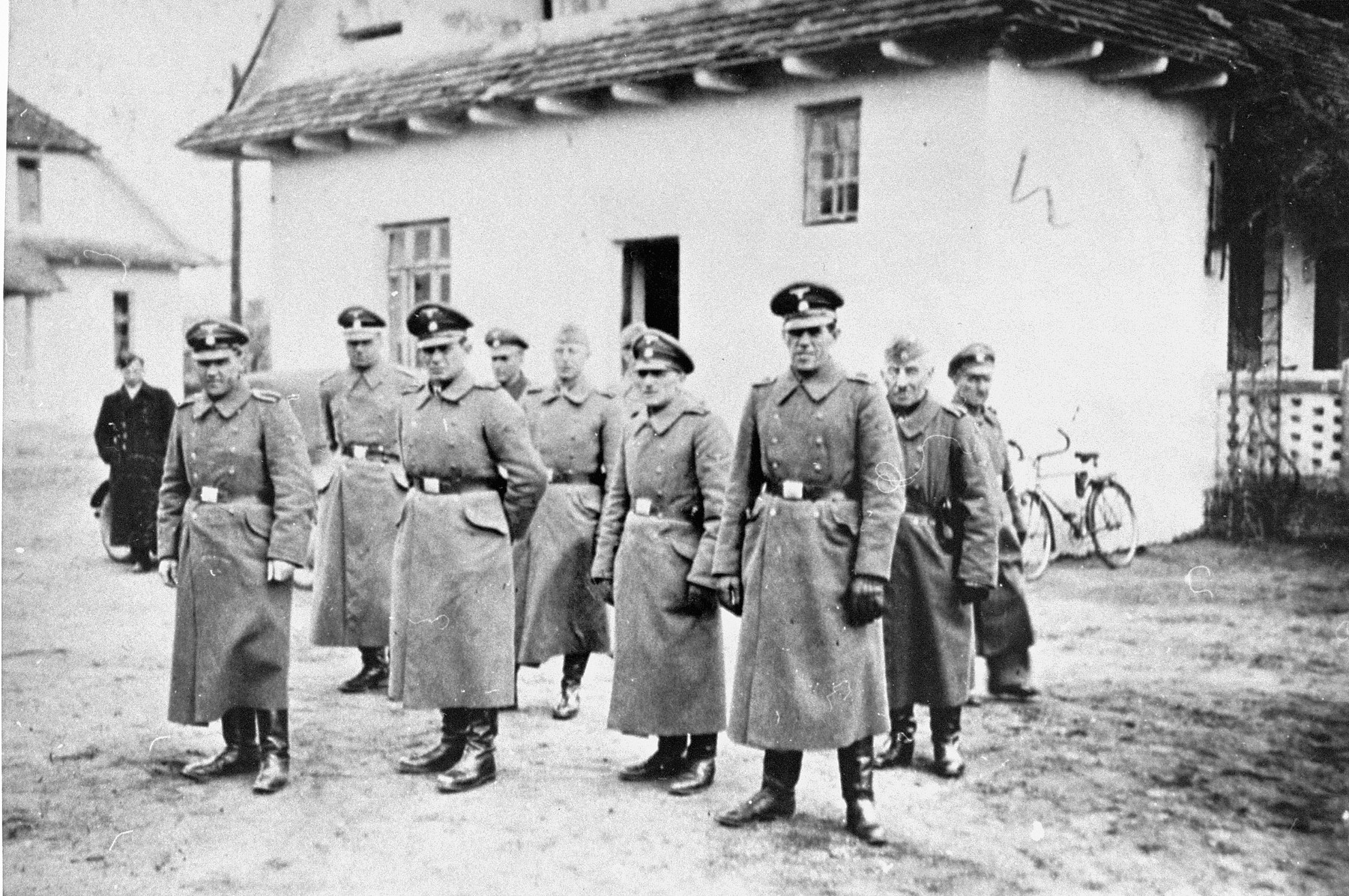
SS Death's-Head unit, Campo de exterminio de Bełżec, 1942

El Campo de exterminio de Bełżec, establecido cerca de la estación de ferrocarril de Bełżec en la Distrito de Lublin, comenzó a funcionar oficialmente el 17 de marzo de 1942, con tres cámaras de gas provisionales. Más tarde, fueron sustituidas por seis de ladrillo y mortero, lo que permitió a la instalación tratar a más de 1.000 víctimas a la vez. Al menos 434.500 judíos fueron asesinados allí. Sin embargo, la falta de supervivientes verificados hace que este campo sea poco conocido. Los cuerpos de los muertos, enterrados en fosas comunes, se hinchaban con el calor como consecuencia de la putrefacción que hacía que la tierra se partiera, lo que se solucionó con la introducción de fosas crematorias en octubre de 1942.
Kurt Gerstein de Waffen-SS, suministrando Zyklon B de Degesch durante el Holocausto, escribió después de la guerra en su Informe Gerstein para los Aliados que el 17 de agosto de 1942, en el campo de exterminio de Belzec, había presenciado la llegada de 45 vagones con 6700 prisioneros, de los cuales 1.450 ya estaban muertos dentro.  Ese tren venía con los judíos del Gueto de Lwów, a menos de cien kilómetros. El último cargamento de judíos (incluidos los que ya habían muerto en tránsito) llegó a Bełżec en diciembre de 1942. La quema de cadáveres exhumados continuó hasta marzo. Los 500 prisioneros restantes del Sonderkommando que desmantelaron el campo, y que fueron testigos del proceso de exterminio, fueron asesinados en el cercano campo de exterminio de Sobibór en los meses siguientes.

### Sobibór

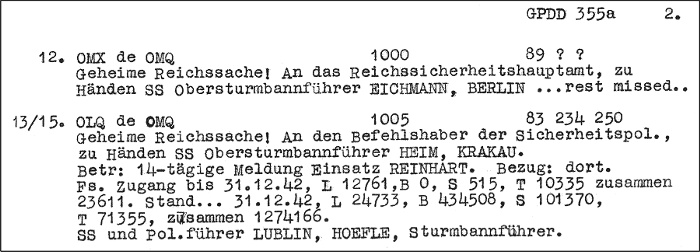
Telegrama ultrasecreto "Höfle Telegram" confirma al menos 101 370 trenes de deportaciones de judíos al campo de exterminio de Sobibór en 1942

El campo de exterminio de Sobibór, disfrazado de campo de tránsito ferroviario no lejos de Lublin, comenzó las operaciones de gaseamiento masivo en mayo de 1942. Como en otros centros de exterminio, los judíos, bajados de los trenes del Holocausto que llegaban de guetos liquidados y campos de tránsito (Izbica, Końskowola) eran recibidos por un miembro de las SS vestido con una bata médica. El Oberscharführer Hermann Michel dio la orden de "desinfección" de los prisioneros.
Los recién llegados eran obligados a dividirse en grupos, entregar sus objetos de valor y desvestirse dentro de un patio amurallado para bañarse. A las mujeres les cortaban el pelo los barberos del Sonderkommando. Una vez desvestidos, los judíos eran conducidos por un estrecho camino hasta las cámaras de gas, que estaban disfrazadas de duchas. Las víctimas eran asesinadas con gas monóxido de carbono procedente de los tubos de escape de un motor de gasolina extraído de un tanque del Ejército Rojo. Sus cuerpos fueron sacados y quemados en fosas abiertas sobre rejillas de hierro alimentadas en parte por grasa corporal humana. Sus restos fueron arrojados a siete "montañas de ceniza". Se calcula que el número total de judíos polacos asesinados en Sobibór fue de al menos 170 000. Heinrich Himmler ordenó el desmantelamiento del campo tras una revuelta de prisioneros el 14 de octubre de 1943; uno de los dos únicos levantamientos exitosos de internos judíos del Sonderkommando en cualquier campo de exterminio, con 300 fugitivos (la mayoría de ellos fueron recapturados por las SS y asesinados).

### Lublin-Majdanek

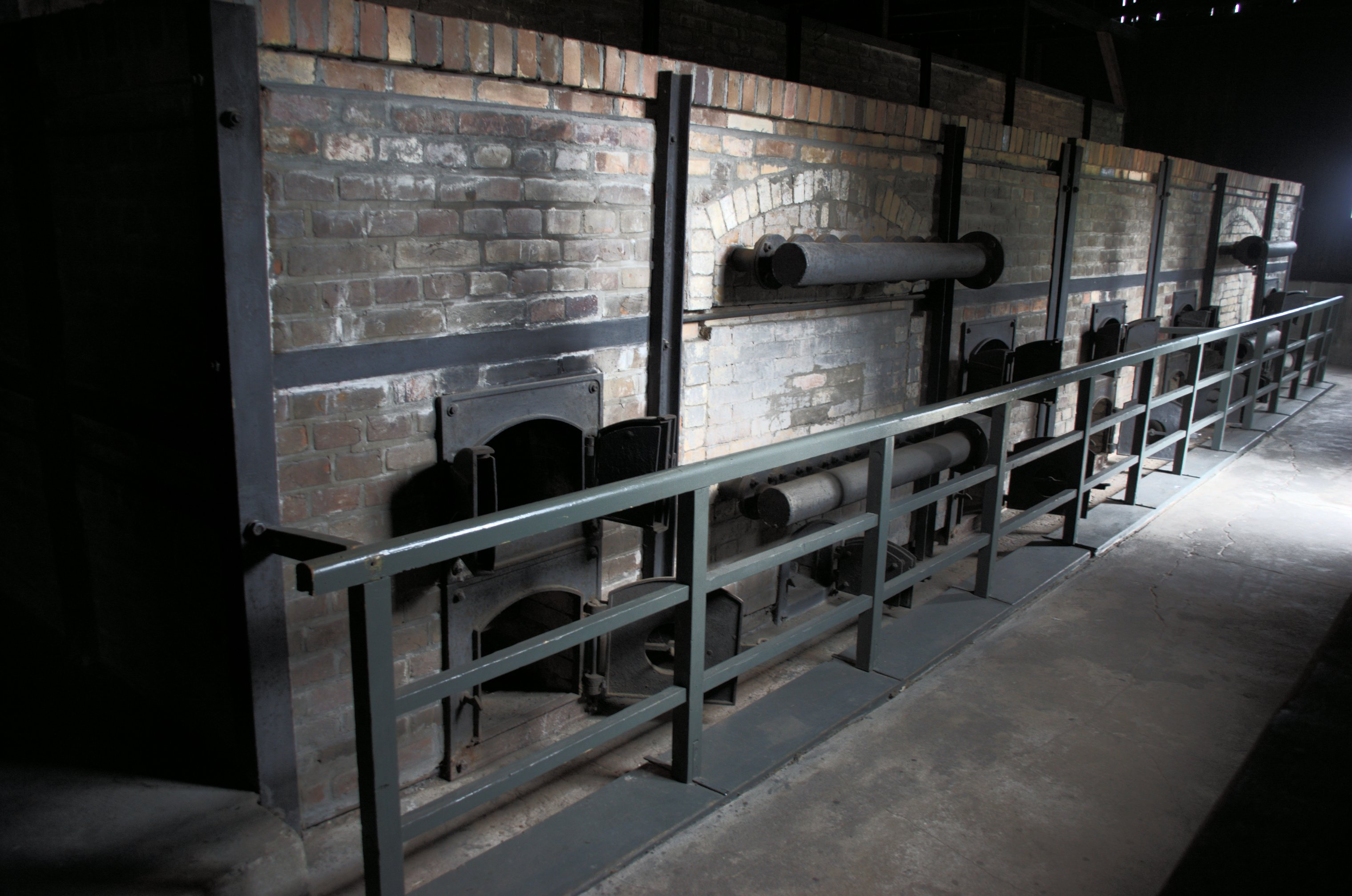
Crematorio hornos, Majdanek

El Majdanek campamento de trabajos forzados situado en las afueras de Lublin (al igual que Sobibór) y cerrado temporalmente durante una epidemia de tifus, fue reabierto en marzo de 1942 para la Operación Reinhard; inicialmente, como almacén de objetos de valor robados a las víctimas gaseadas en Belzec, Sobibór y Treblinka,. Se convirtió en lugar de exterminio de grandes poblaciones judías del sudeste de Polonia (Kraków, Lwów, Zamość, Warsaw) tras la construcción de las cámaras de gas a finales de 1942. El gaseamiento de los judíos polacos se realizaba a la vista de los demás reclusos, sin ni siquiera una valla alrededor de las instalaciones de exterminio. Según el testimonio de los testigos, "para ahogar los gritos de los moribundos, se ponían en marcha motores de tractores cerca de las cámaras de gas" antes de llevarse a los muertos al crematorio. Majdanek fue el lugar del asesinato de 59 000 judíos polacos (de entre sus 79 000 víctimas). Al final de la operación Aktion Erntefest (Festival de la Cosecha) llevada a cabo en Majdanek a principios de noviembre de 1943 (la mayor masacre alemana de judíos durante toda la guerra), en el campo sólo quedaban 71 judíos.

## Resistencia armada y levantamientos en los guetos

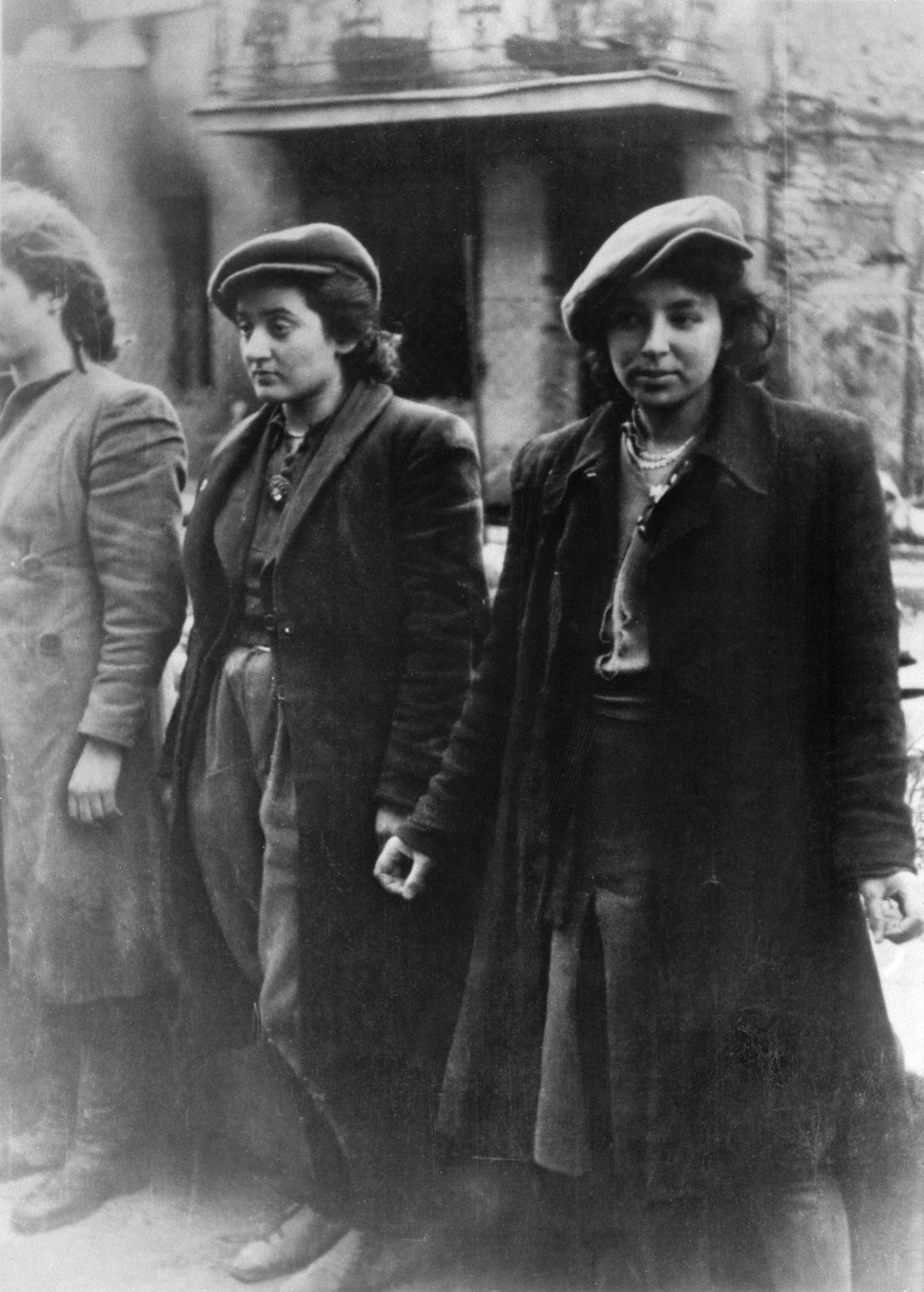
Fotografía de combatientes Hehalutz capturados: mujeres judías insurgentes capturadas por las SS durante el Levantamiento del gueto de Varsovia, del Informe Stroop

Existe una idea popular errónea de que la mayoría de los judíos fueron a la muerte de forma pasiva. El 10% del ejército polaco que luchó en solitario contra la Invasión nazi-soviética de Polonia eran polacos judíos, unos 100 000 soldados. De ellos, los alemanes tomaron 50 000 como prisioneros de guerra y no los trataron según la Convención de Ginebra; la mayoría fueron enviados a campos de concentración y luego a campos de exterminio. Mientras Polonia seguía librando una guerra de insurgencia contra las potencias ocupantes, otros judíos se unieron a la Resistencia polaca, a veces formando unidades exclusivamente judías.
La resistencia judía a los nazis comprendía su lucha armada, así como una oposición espiritual y cultural que aportaba dignidad a pesar de las condiciones inhumanas de vida en los guetos. Existían muchas formas de resistencia, aunque los ancianos estaban aterrorizados ante la perspectiva de represalias masivas contra las mujeres y los niños en caso de revuelta antinazi. A medida que las autoridades alemanas emprendían la liquidación de los guetos, se ofrecía resistencia armada en más de 100 localidades a ambos lados de la frontera de 1939 polaco-soviética, abrumadoramente en el este de Polonia. Los levantamientos estallaron en 5 grandes ciudades, 45 pueblos de provincia, 5 grandes campos de concentración y exterminio, así como en al menos 18 campos de trabajos forzados. Significativamente, las únicas rebeliones en  campos nazis fueron judías.
Los insurgentes del gueto Nesvizh en el este de Polonia contraatacaron el 22 de julio de 1942. La revuelta del Gueto de Łachwa estalló el 3 de septiembre. El 14 de octubre de 1942, el Gueto de Mizocz hizo lo propio. La operación en el Gueto de Varsovia del 18 de enero de 1943 condujo al Levantamiento del Gueto de Varsovia, el mayor levantamiento judío de la Segunda Guerra Mundial, iniciado el 19 de abril de 1943. El 25 de junio, los judíos del Gueto de Częstochowa se sublevaron. En Treblinka, los prisioneros del Sonderkommando armados con armas robadas atacaron a los guardias el 2 de agosto de 1943. Un día después, estallaron las revueltas de los guetos de Będzin y Sosnowiec. El 16 de agosto estalló el Levantamiento del gueto de Białystok. El revuelta en el campo de exterminio de Sobibór se produjo el 14 de octubre de 1943. En Auschwitz-Birkenau, los insurrectos volaron uno de los crematorios de Birkenau el 7 de octubre de 1944. Una resistencia similar se ofreció en Łuck, Mińsk Mazowiecki, Pińsk, Poniatowa, y en Wilno.

## Polacos y judíos
Los polacos son el grupo más numeroso por nacionalidad con el título de Justos entre las Naciones, según honra Yad Vashem. A la luz de los duros castigos impuestos por los alemanes a los salvadores, Yad Vashem califica de "impresionante" el número de Justos polacos. Según Gunnar S. Paulsson es probable que estos polacos reconocidos, más de 6000, "representen sólo la punta del iceberg" de los salvadores polacos. Algunos judíos recibieron ayuda organizada de Żegota (El Consejo de Ayuda a los Judíos), una organización clandestina de la Resistencia polaca en la Polonia ocupada por los alemanes. En su trabajo sobre los judíos de Varsovia, Paulsson demuestra que en condiciones mucho más duras de la ocupación, los ciudadanos polacos de Varsovia consiguieron mantener y ocultar a un porcentaje de judíos comparable al de los ciudadanos de países occidentales como Holanda o Dinamarca.
Según la historiadora Doris Bergen, existen tres interpretaciones tradicionales de las relaciones entre polacos cristianos y judíos durante la Segunda Guerra Mundial. La primera, a la que Bergen se refiere como la teoría de "los polacos como archiantisemitas", considera que los polacos participaron en el Holocausto. Bergen rechaza este enfoque diciendo que, aunque a veces puede ser "emocionalmente satisfactorio", pasa por alto la brutalidad de la ocupación alemana dirigida a los propios polacos. En el otro extremo, Bergen sitúa la escuela de pensamiento "todos los polacos fueron víctimas del Holocausto", que hace hincapié en el hecho de que durante la guerra fueron asesinados tantos polacos no judíos como judíos. Este enfoque sostiene que los polacos "hicieron todo lo que pudieron (...) dadas las circunstancias" para ayudar a los judíos y tiende a ver a los polacos cristianos como víctimas tanto como a los judíos. Bergen observa que, aunque estos estudiosos han realizado un valioso trabajo sobre el sufrimiento de los polacos no judíos durante la guerra, a veces lo consiguen minimizando el sufrimiento de los judíos o incluso repitiendo algunas patrañas antisemitas. La tercera interpretación es la teoría de las "víctimas desiguales", que considera tanto a los polacos gentiles como a los judíos víctimas de la Alemania nazi, pero en diferente medida; aunque fueron asesinados números iguales de cada grupo, los 3 millones de polacos no judíos constituían el 10% de la población respectiva, pero para los judíos polacos, los 3 millones asesinados constituían el 80% de la población de antes de la guerra. Bergen afirma que, aunque este punto de vista tiene cierta validez, con demasiada frecuencia acaba entrando en una "competición en el sufrimiento" y que tal "juego de números" no tiene sentido moral cuando se habla de agonía humana. En respuesta a estos tres enfoques, Bergen advierte contra las grandes generalizaciones, hace hincapié en la variedad de experiencias y señala que los destinos de ambos grupos estaban inexorablemente unidos de formas complicadas.

### Antisemitismo
El antisemitismo polaco tuvo dos motivos formativos: las acusaciones de profanación de la fe católica y el Żydokomuna (judeo-comunismo). Durante la década de 1930, las revistas católicas de Polonia fueron paralelas al antisemitismo socialdarwinista de Europa occidental y a la prensa nazi. Sin embargo, la doctrina eclesiástica excluía la violencia, que sólo se hizo más común a mediados de la década de 1930. A diferencia del antisemitismo alemán, los antisemitas político-ideológicos polacos rechazaban la idea del genocidio o los pogromos de judíos, y en su lugar abogaban por la emigración masiva.
La Invasión soviética de Polonia de 1939 por parte de Iósif Stalin llevó como consecuencia la ocupación del terror en el este de Polonia en 1939 y trajo consigo lo que Jan Gross denomina la institucionalización del resentimiento, mediante el cual los soviéticos utilizaron privilegios y castigos para acomodar y fomentar las diferencias étnicas y religiosas entre judíos y polacos. Se produjo un recrudecimiento del estereotipo antisemita de los judíos como traidores comunistas; estalló en asesinatos en masa cuando la Alemania nazi invadió la Polonia oriental soviética en el verano de 1941. Un grupo de al menos 40 polacos, con un nivel no confirmado de apoyo alemán, asesinó a cientos de judíos en la racialmente agravado Masacre de Jedwabne. En la misma época se produjeron otras masacres de judíos en la región de Łomża y Białystok, anteriormente ocupada por los soviéticos, con diversos grados de incitación o participación de escuadrones de la muerte alemanes: en Bielsk Podlaski (el pueblo de Pilki), Choroszcz, Czyżew, [oniądz, Grajewo, Jasionówka, Kleszczele, Knyszyn, Kolno, Kuźnica, Narewka, Piątnica, Radziłów, Rajgród, Sokoły, Stawiski, Suchowola, Szczuczyn, Trzcianne, Tykocin, Wasilków, Wąsosz y Wizna.

### Salvamento y ayuda

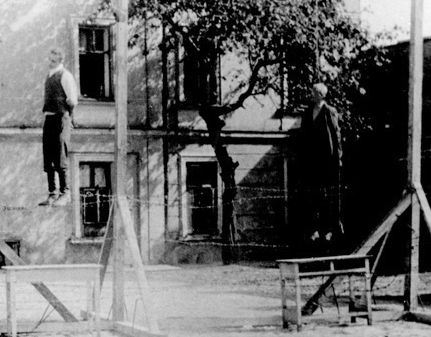
Ahorcamiento público de polacos étnicos, Przemyśl, 1943, por ayudar a judíos

La gran mayoría de los judíos polacos eran una "minoría visible" según los estándares modernos, distinguibles por su lengua, comportamiento y apariencia. En el censo nacional polaco de 1931, sólo el 12% de los judíos declararon que el polaco era su lengua materna, mientras que el 79% indicaron el yiddish y el 9% restante el hebreo como lengua materna, aunque es posible que el censo subestimara el número de personas cuya lengua materna era el polaco. Hablar polaco era un factor clave para conseguir sobrevivir, al igual que los recursos financieros para pagar a los ayudantes.
El 10 de noviembre de 1941, la pena capital fue extendida por Hans Frank a los polacos que ayudaran a los judíos "de cualquier manera: alojándolos por una noche, llevándolos en un vehículo de cualquier tipo", o "alimentando a judíos fugitivos o vendiéndoles productos alimenticios"." La ley fue publicitada con carteles distribuidos en las principales ciudades. Los alemanes promulgaron normas similares en otros territorios que controlaban en el Frente Oriental. Más de 700 Justos entre las Naciones polacos recibieron ese reconocimiento a título póstumo, tras haber sido asesinados por los alemanes por ayudar o dar cobijo a sus vecinos judíos. Hacia el final del periodo de liquidación de los guetos, algunos judíos consiguieron escapar al lado "ario", y sobrevivir con la ayuda de sus ayudantes polacos. Durante la ocupación nazi, la mayoría de los polacos étnicos se vieron inmersos en una lucha desesperada por sobrevivir. Entre 1939 y 1945, entre 1,8 y 2,8 millones de polacos no judíos fueron asesinados por los nazis, y 150 000 debido a las represiones soviéticas. Aproximadamente una quinta parte de la población polaca de antes de la guerra pereció. Sus muertes fueron los resultado de actos deliberados de guerra, asesinatos en masa, encarcelamiento en campos de concentración, trabajos forzados, malnutrición, enfermedades, secuestros y expulsiones. Al mismo tiempo, posiblemente un millón de polacos gentiles ayudaron a sus vecinos judíos. El historiador Richard C. Lukas da una estimación de hasta tres millones de ayudantes polacos; una estimación similar a las citadas por otros autores.
Miles de los llamados niños del Convento ocultados por los polacos no judíos y la Iglesia católica permanecieron en orfanatos dirigidos por las Hermanas de la Familia de María en más de 20 localidades, similar al de otros conventos católicos. Dada la severidad de las medidas alemanas diseñadas para evitar que esto ocurriera, la tasa de supervivencia entre los fugitivos judíos fue relativamente alta y, con diferencia, los individuos que eludieron la deportación fueron los que tuvieron más éxito. 
En septiembre de 1942, por iniciativa de Zofia Kossak-Szczucka y con la ayuda financiera del Estado secreto polaco, se fundó un Comité Provisional de Ayuda a los Judíos (Tymczasowy Komitet Pomocy Żydom) con el fin de rescatar a los judíos. Fue sustituido por el Consejo de Ayuda a los Judíos (Rada Pomocy Żydom), conocido por el nombre en clave Żegota y presidido por Julian Grobelny. No se sabe a cuántos judíos en total ayudó Żegota; en un momento dado, en 1943, tenía 2500 niños judíos a su cargo sólo en Varsovia, bajo la dirección de Irena Sendler. Żegota recibió casi 29 millones de zloty (más de 5 millones de dólares) a partir de 1942 para pagos de ayuda a miles de familias judías extendidas en Polonia. El Gobierno polaco en el exilio, con sede en Londres, también proporcionó ayuda especial -fondos, armas y otros suministros- a organizaciones de resistencia judía como la Organización Judía de Combate y la Unión Militar Judía.
Se calcula que entre 30 000 y 60 000 judíos polacos sobrevivieron en la clandestinidad. Algunos salvadores se enfrentaron a la hostilidad o la violencia por sus acciones después de la guerra.
El Gobierno polaco en el exilio fue el primero en revelar la existencia de campos de concentración dirigidos por alemanes y el exterminio sistemático de los judíos. El genocidio fue comunicado a los  Aliados por el teniente Jan Karski; y por el capitán Witold Pilecki, quien deliberadamente se dejó encarcelar en Auschwitz para reunir información, y posteriormente escribió el un informe de más de 100 páginas para el Ejército Nacional de Polonia y los Aliados occidentales.

### Colaboración y oportunismo
El fenómeno de la colaboración polaca fue descrito por John Connelly y Leszek Gondek como marginal, visto en el contexto de la historia europea y mundial. Las estimaciones sobre el número de colaboradores polacos varían desde unos 7000 hasta varios cientos de miles. Según John Connelly "sólo un porcentaje relativamente pequeño de la población polaca participó en actividades que pueden describirse como colaboracionistas, si se consideran en el contexto de la historia europea y mundial". La misma población, sin embargo, puede ser acusada de indiferencia ante la difícil situación de los judíos, un fenómeno que Connelly denomina "colaboración estructural". Szymon Datner afirma que, aunque eran menos los polacos que asesinaban judíos por codicia material u odio racial que los que les daban cobijo y ayuda, el primer grupo era más eficaz a la hora de hacerlo.
Algunos campesinos polacos participaron en la Judenjagd ("caza de judíos") organizada por los alemanes en el campo, donde según Jan Grabowski, aproximadamente el 80% de los judíos que intentaron esconderse de los alemanes acabaron asesinados. Polacos y ucranianos también cometieron pogroms en tiempos de guerra, como el pogromo de Jedwabne y los Pogromos de Lviv. Según Grabowski, el número de víctimas de los "Judenjagd" podría alcanzar las 200 000 sólo en Polonia; Szymon Datner dio una estimación más baja: 100 000 judíos que "cayeron presa de los alemanes y sus ayudantes locales, o fueron asesinados en diversas circunstancias inexplicables. "
Algunos lugareños se beneficiaron materialmente de la persecución de los judíos. Varios miles de Szmalcowniki -chantajistas- operaban en Polonia. 
El Estado secreto polaco se opuso firmemente a este tipo de colaboración, y amenazó a Szmalcowniki con la muerte; las sentencias solían ser dictadas y ejecutadas por los tribunales Clandestinoss. La propiedad judía, de la que se apoderaron los polacos, fue un factor detrás de las palizas y asesinatos de judíos por parte de los polacos entre el verano de 1944 y 1946, incluido el pogromo de Kielce.
Además del campesinado y los colaboradores individuales, las autoridades alemanas también movilizaron a la  policía polaca de preguerra como lo que se conoció como la "Granatowa Policja". Entre otras tareas, a los policías polacos se les encomendó patrullar en busca de fugitivos del gueto judío, y en apoyo de las operaciones militares contra la Resistencia polaca. En su punto álgido en mayo de 1944, la Policía Azul contaba con unos 17 000 hombres. Los alemanes también formaron el Baudienst ("servicio de construcción") en varios distritos del Gobierno General. Los soldados del Baudienst a veces eran desplegados en apoyo de las aktion (redadas de judíos para la deportación o exterminio), por ejemplo para bloquear barrios judíos o registrar hogares judíos en busca de escondites y objetos de valor.
Las Fuerzas Armadas Nacionales polacas de derechas (Narodowe Siły Zbrojne, o NSZ): una organización nacionalista y anticomunista, ampliamente percibido como antisemita: 371  - también colaboraron con los alemanes en varias ocasiones, matando o entregando partisanos judíos a las autoridades alemanas,: 149  y asesinando a refugiados judíos. : 141 

## El papel de las minorías nacionales en el Holocausto
La República de Polonia era un país multicultural antes del estallido de la Segunda Guerra Mundial, con casi un tercio de su población procedente de los grupos minoritarios: 13,9 por ciento de ucranianos; 10 por ciento de judíos; 3,1 por ciento de bielorrusos; 2,3 por ciento de alemanes y 3,4 por ciento de checos, lituanos y rusos. Poco después de la reconstitución en 1918 de un Estado polaco independiente, unos 500 000 refugiados de las repúblicas soviéticas llegaron a Polonia en la primera huida espontánea de la persecución, especialmente en Ucrania, donde se produjeron hasta 2000 pogromos durante la Guerra Civil. En la segunda oleada de inmigración, entre noviembre de 1919 y junio de 1924 unas 1 200 000 personas abandonaron el territorio de la URSS en dirección a la nueva Polonia. Se calcula que unos 460 000 refugiados hablaban polaco como primera lengua. Entre 1933 y 1938, alrededor de 25 000  judíos alemanes huyeron de la Alemania nazi para refugiarse en Polonia.
Alrededor de un millón de ciudadanos polacos pertenecían a la minoría alemana del país. Tras la invasión de 1939, otros 1 180 000 germanoparlantes llegaron a la Polonia ocupada, procedentes del Reich (Reichsdeutsche) o (Volksdeutsche yendo Heim ins Reich) desde el este. Muchos cientos de hombres étnicamente alemanes en Polonia se unieron a las formaciones nazis  Volksdeutscher Selbstschutz así como Sonderdienst lanzadas en mayo de 1940 por Gauleiter Hans Frank destinado en la Cracovia ocupada. Asimismo, entre unos 30 000 nacionalistas ucranianos que huyeron a la polnischen Gebiete', miles se unieron al pokhidny hrupy (pl) como saboteadores, intérpretes y milicianos civiles, entrenados en las bases alemanas del Distrikt Krakau.
La existencia de formaciones Sonderdienst suponía un grave peligro para los polacos católicos que intentaban ayudar a los judíos recluidos en guetos en ciudades con minorías alemanas y proalemanas considerables, como en el caso de los guetos de Izbica, y Mińsk Mazowiecki, entre muchos otros. Las actitudes antisemitas eran especialmente visibles en las provincias orientales que habían sido ocupadas por los soviéticos tras la Invasión soviética del Kresy. La población local había sido testigo de las represiones contra sus propios compatriotas y de las deportaciones masivas a Siberia, llevadas a cabo por el NKVD soviético, y algunos judíos locales formaron milicias, ocupando puestos administrativos clave, y colaborando con la NKVD. Otros lugareños supusieron que, movidos por la venganza, los comunistas judíos habían destacado por traicionar a las víctimas étnicamente polacas y a otras no judías.